# باسكال كرامر
باسكال كرامر هي كاتِبة سويسرية، ولدت في 15 ديسمبر 1961 في جنيف في سويسرا.